# Cerambyomima longicornis
Cerambyomima longicornis es un coleóptero de la familia Chrysomelidae.
Fue descrita científicamente en 1968 por Medvedev.